# Mountshannon

Mountshannon (en irlandais, Baile Uí Bheoláin : townland d'Ó Beoláin, historiquement anglicisé Ballybolan) est un village à l'est du comté de Clare, en Irlande et une paroisse catholique du même nom.

## Vue d'ensemble
Le village est situé sur la rive ouest de Lough Derg, au nord de Killaloe. 
Grâce à ses efforts de gestion en faveur de l'environnement, Mountshannon a été lauréat de l'Irish Tidy Towns Competition à plusieurs reprises.
Le village héberge deux pubs, Cois na hAbhna et Keane's Bar, un restaurant et une station-service avec pizzeria.

## Tourisme
Mountshannon est parfois utilisé comme point de départ pour visiter l'île Inis Cealtra. 
Désormais inhabitée, l'île hébergeait autrefois une colonie monastique. Elle abrite une tour ronde et les ruines de plusieurs petites églises, ainsi qu'une partie de 4 hautes croix et un puits sacré. 
Le cimetière de l'île est toujours utilisé, les cercueils étant transportés à partir de Clare dans de petites embarcations. 
Une pierre percée, où les amoureux viennent en se tenant la main, est censée servir de gage à leurs serments de sincérité. 
Des excursions en bateau peuvent être effectuées du port de Mountshannon à l'île.
Mountshannon est sur l'itinéraire du sentier de randonnée pédestre dénommé East Clare Way, .
Un labyrinthe a été mis en place au centre de la ville dans un petit parc avec vue sur Lough Derg. Le labyrinthe contient des informations sur la tradition spirituelle irlandaise. 
À côté, se trouve une aire de pique-nique en bois sculpté par des artistes locaux, entourée de haies de saule.

## Le port

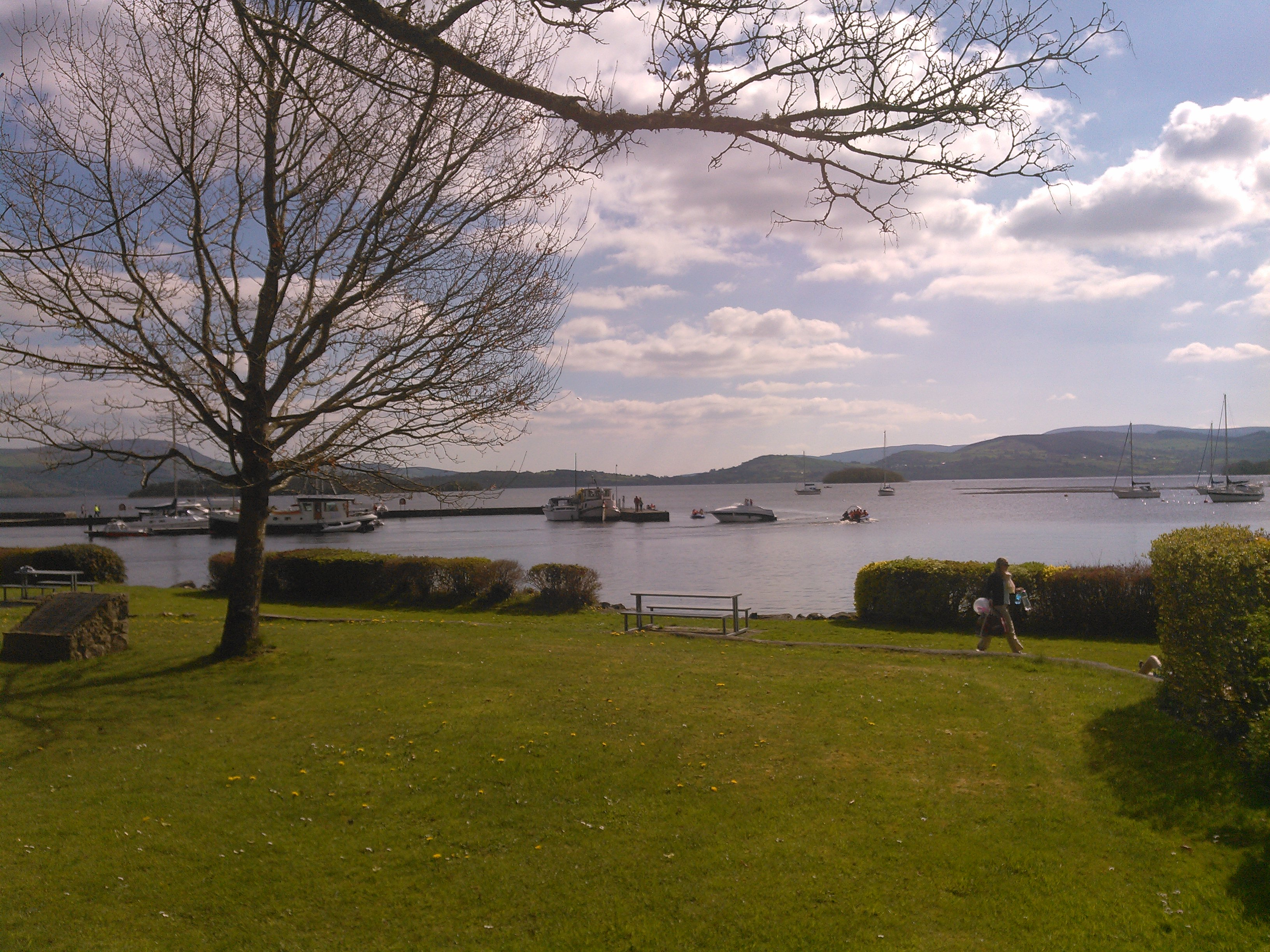
Le port de Mountshannon.

Le port de Mountshannon est un port abrité, exposé au sud, utilisé pendant les mois d'été par les utilistaurs de bateaux de croisière qui s'arrêtent pour la nuit et se rendent dans le village pour quelques pintes et de la musique traditionnelle. Une zone de baignade séparée est utilisé par les familles locales. Une cale de halage est disponible pour le lancement de petites embarcations.

## Histoire
Alexander Woods, un marchand de Limerick, a participé au développement local.

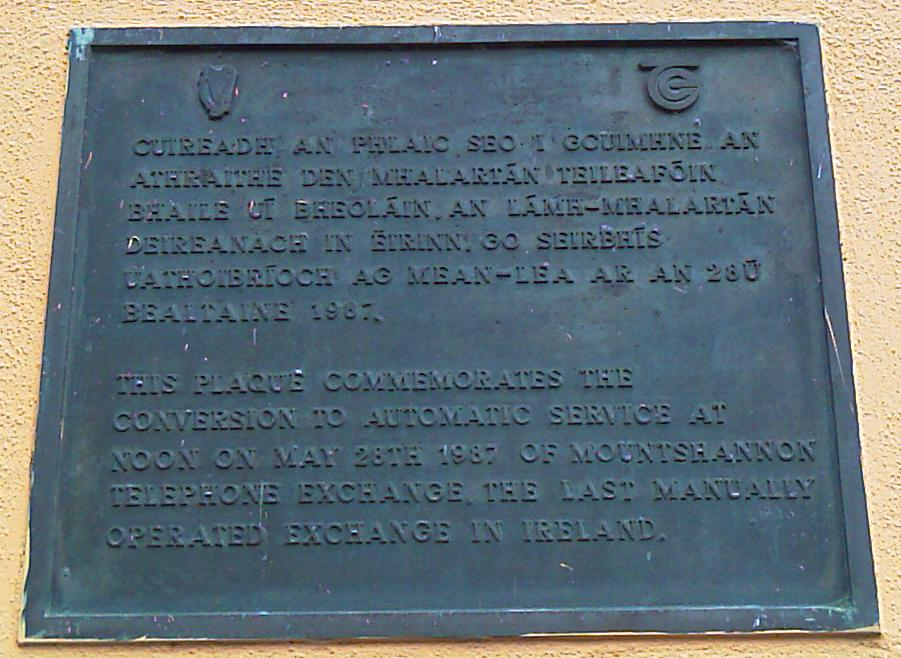
Une plaque commémorant le passage au téléphone automatique. (Cliquer sur l'image pour lire).

Le 28 mai 1987, Mountshannon a été le dernier village d'Irlande à passer du central téléphonique à commande manuelle  au service automatique .

## Faune
Un couple de pygargues à queue blanche a niché sur une île de Lough Derg en 2012. Un succès pour le programme de réintroduction irlandais qui a débuté dans le comté de Kerry à l'été 2007. 
Début mai 2013, les premiers aiglons sont nés. En 2014 et 2015, d'autres poussins ont éclos,,.

## Paroisse catholique romaine

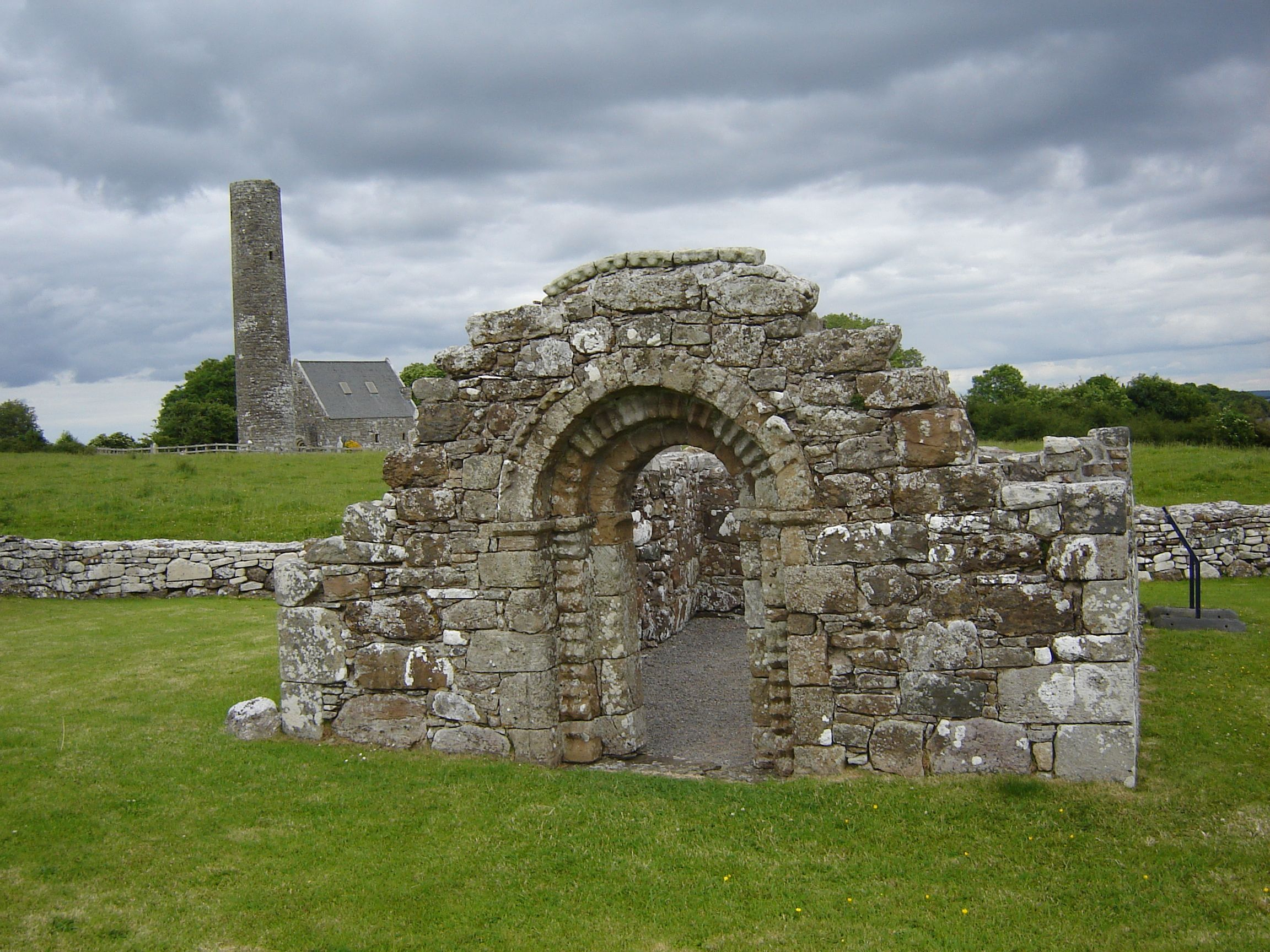
Arche romane sur Inis Cealtra.

Le village de Mountshannon se situe dans la paroisse civile d'Inishcaltra. 
En 1898, les paroisses d'Inishcaltra et de Clonrush sont transférées du comté de Galway au comté de Clare.
Ces deux paroisses civiles constituent maintenant la paroisse catholique de Mountshannon (Clonrush) dans le diocèse catholique romain de Killaloe.
Les églises St Caimin à Mountshannon et St Flannan à Whitegate constituent leurs lieux de culte.

## Église d'Irlande
La paroisse de Mountshannon et Tuamgraney exerce son culte anglican dans l'église St. Cronan du Xe siècle à Tuamgraney.

## Festivités
Le Mountshannon Trad Festival, le Lough Derg Rally, et le Mountshannon Festival of Arts constituent les évènements principaux.